# Football Club Locarno
Maillots
Le FC Locarno est le club de football de la ville de Locarno, dans le canton du Tessin, en Suisse. Il a évolué pendant plusieurs décennies, et plus récemment en 2014, dans les deux plus hautes ligues suisses. En 1951, il a atteint la finale de la Coupe. Après une faillite en 2018, il est relégué administrativement en championnat tessinois de 5e ligue (4e division régionale - 9e division nationale). En 2024-25, il joue en 2e ligue interrégionale, après plusieurs promotions successives.

## Histoire
Le FC Locarno a été fondé le 1er juillet 1906 par un Suisse alémanique immigré et un Tessin. Le FC Locarno a joué depuis 1929 pendant plusieurs décennies dans les deux plus hautes ligues. La victoire la plus importante a été l’accomplissement de la finale de la Coupe Suisse en 1951, lors de la défaite face au FC La Chaux-de-Fonds.
Au cours des dernières décennies, le club a joué principalement en 1re ligue, la troisième plus haute division. Lors de la saison 1998/99 ainsi que lors des saisons 2005-2006 à 2013-2014, il jouera en 2e division (LNB puis renommé  Challenge League). Au cours de la saison 2013/14, le FC Locarno s'est classé dixième et est relégué en 1er ligue promotion. Après trois descentes en moins de quatre ans, le FC Locarno a disputé la deuxième ligue interrégionale 2017/18 avant que le club ne déclare faillite le 18 janvier 2018. En conséquence, le FC Locarno joue en 5e ligue (9e division) pour la saison 2018-2019.

## Parcours
- 1906 – 1928 : championnat régional
- 1930 - 1933 : Championnat de Suisse D2
- 1933 - 1936 : Championnat de Suisse D1
- 1936 - 1945 : Championnat de Suisse D2
- 1945 - 1953 : Championnat de Suisse D1
- 1953 - 1955 : Championnat de Suisse D2
- 1981 - 1986 : Championnat de Suisse D2
- 1986 - 1987 : Championnat de Suisse D1
- 1987 - 1999 : Championnat de Suisse D2
- 2000 - 2002 : Championnat de Suisse D2
- 2005 - 2014 : Championnat de Suisse D2
- 2014 - 2015 : Championnat de Suisse D3
- 2015 - 2017 : Championnat de Suisse D4
- 2017 - 2018 : Championnat de Suisse D5
- 2018 - ? : 5e ligue tessinoise
- Depuis ? : 2e ligue inter

## Palmarès
- Coupe de Suisse de football
  - Finaliste : 1951

## Anciens joueurs
- Yvo Frosio

## Affaire des transferts fictifs
Le FC Locarno est cité dans l'enquête que le fisc argentin a ouvert contre au moins 35 footballeurs soupçonnés d'évasion fiscale lors de transferts. Une dizaine de clubs sont suspectés d'être mêlés à ces transferts fictifs, la plupart d'entre eux étant en Uruguay et au Chili. La FIFA a été informée de l'ouverture de l'enquête sur ces joueurs qui auraient été transférés, sans y avoir jamais évolué, dans des clubs.
Le 23 août 2012, l'administration fiscale argentine qualifie le FC Locarno de paradis fiscal sportif en raison de son implication dans des triangulations, des transferts de joueur opaques impliquant trois clubs différents. Le FC Locarno en servant d'intermédiaire entre River Plate et le Real Madrid pour le transfert de Gonzalo Higuaín est suspecté de jouer le rôle de société écran.